# Dagmar Ostermann
Dagmar Ostermann, geboren  als Dagmar Bock (* 6. Dezember 1920 in Wien; † 28. Dezember 2010 ebenda) war eine österreichische Holocaustüberlebende und viele Jahre lang eine Zeitzeugin des nationalsozialistischen Regimes. Als sogenannter Geltungsjude war sie in der Judenfrage den Juden gleichgestellt.

## Leben
Nach dem „Anschluss Österreichs“ im März 1938 zog sie im April 1938 zu den Eltern und Geschwistern ihrer Mutter nach Dresden.
1941 wurde die Gestapo auf sie aufmerksam.
Im August 1942 wurde sie als "Mischling 1. Grades" verhaftet, womit ihre „Lebensreise durch Konzentrationslager“, wie sie später ihre Erinnerungen nannte, begann:
Zuerst Deportation ins KZ Ravensbrück und später ins KZ Auschwitz I. In Auschwitz war sie Schreiberin am Standesamt, was ihr das Überleben ermöglichte.
Im November 1944 wurde sie wieder ins KZ Ravensbrück und später in das Nebenlager Malchow verlegt, wo sie als Zwangsarbeiterin für Dynamit Nobel eingesetzt war. Im Mai 1945 wurde das Lager von US-Soldaten befreit, Dagmar Ostermann machte sich zu Fuß auf den Weg nach Hause.
Seit ihrer Rückkehr am 31. Mai 1945 lebte Dagmar Ostermann in Wien.
Im Präsidentschaftswahlkampf 1986 (Waldheim-Affäre) begann sie mit ihrer Vergangenheit und der Vergangenheit Österreichs an die Öffentlichkeit zu gehen. Sie besuchte  eine Vielzahl von österreichischen Schulklassen als Zeitzeugin. Sie war Generalsekretärin der Österreichischen Lagergemeinschaft Auschwitz.

## Auszeichnungen
- 1997 wurde sie mit dem "Goldenen Verdienstzeichen der Republik Österreich" ausgezeichnet.

## Medien
- Dagmar Ostermann, Martin Krist: Eine Lebensreise durch Konzentrationslager, ISBN 3-85132-419-6
- The Meeting: An Auschwitz Survivor Confronts an SS Physician, ISBN 0-8156-0604-4, Gespräch mit dem KZ-Arzt Hans Münch
- Bernhard Frankfurter (Hg.): Die Begegnung. Auschwitz: Ein Opfer und ein Täter im Gespräch. Verlag für Gesellschaftskritik, Wien 1995, ISBN 3-85115-222-0
- Evelyn Steinthaler (Hg.): Frauen 1938 - Verfolgte – Widerständige – Mitläuferinnen, ISBN 978-3-85286-161-6, enthält Gespräche mit Ceija Stojka, Dagmar Ostermann, Katharina Sasso und Elfriede Gerstl
- Marieka Schmiedt:  ABER IN AUSCHWITZ WILL ICH BEGRABEN SEIN - Die Geschichte der Dagmar Ostermann, art brut video
- Michael Lemberger (Herausgeber): Zeitzeugen im Gespräch: Dagmar Ostermann: Erlebnisse und Betrachtungen,  Audiobook, ISBN 3-900999-03-1